# Pentax *ist D
Pentax *ist D — 6 мегапиксельный цифровой зеркальный фотоаппарат. Анонсирован 26 февраля 2003 года как самый маленький и лёгкий цифровой зеркальный фотоаппарат.
Максимальное разрешение снимка — 3008 × 2008 пикселей. ПЗС-матрица формата APS-C. Диапазон выдержек от 30 до 1/4000 секунды. Диапазон чувствительности от 200 до 3200 ISO.
Pentax *ist D, Pentax *ist DS2 и Pentax *ist DS отличаются от последующих моделей цифровых зеркальных фотоаппаратов фирмы Pentax наличием датчика TTL для измерения экспозиции, получаемой от лампы-вспышки непосредственно в процессе экспозиции. С применением внешних вспышек, поддерживающих режим TTL (не путать с режимом P-TTL), достигается получение верной экспозиции «в одну вспышку», без предварительной измерительной.